# Lily Halasi
Lily Halasi, född 14 mars 2007, är en brittisk konstsimmare.

## Karriär
Vid EM 2024 i Belgrad var Halasi en del av Storbritanniens lag som tog brons i det fria lagprogrammet.